# Alpe del Nevegal
La cronoscalata Alpe del Nevegàl è una competizione automobilistica di velocità in salita organizzata dall’Associazione sportiva dilettantistica Tre Cime Promotor di Belluno, sotto l’egida di ACI Sport. La corsa si disputa lungo un tratto della strada provinciale n. 31 “del Nevegàl”, arteria che dal capoluogo Belluno, attraverso gli abitati di Castion, Nevegàl, Quantin, Cugnan e Piaia, si innesta a Ponte nelle Alpi nella SS 51 “di Alemagna”. L’Alpe del Nevegàl è una prova valida per il TIVM, il Trofeo italiano velocità montagna, ma in varie edizioni è stata valida anche quale prova del Campionato italiano salita autostoriche, del CIVM (Campionato italiano velocità montagna), del Campionato austriaco della specialità e del C.E.Z. Trophy, il trofeo FIA Central Europe Zone.

## Storia
La Coppa Nevegàl nacque nel 1954, come gara sociale dell’Automobile Club Belluno, ente che ne curò direttamente l’organizzazione fino al 1973. A quella prima edizione, che si disputò il 12 settembre su strada bianca, presero parte una ventina scarsa di soci-piloti. Il primo conduttore ad iscrivere il proprio nome nell’Albo d’oro della corsa fu Giovanni Zuliani, su Lancia Aurelia 2000, che si impose alla bella media, per l’epoca, di quasi 53 km/orari. Dopo l’esordio, per assistere alla seconda Coppa Nevegàl bisognò attendere fino al 1958 quando, su Fiat Abarth 750, primeggiò il gardenese Ernesto Prinoth.

## Percorso
Il tracciato si estende per 5,500 km nella SP31 con partenza in località Caleipo - Castion (BL) e arrivo all'Alpe in Fiore - Nevegal (BL).

## Albo d'oro
| Edizione | Vincitore              | Vettura                    | Tempo                 | Media km/h            |
| -------- | ---------------------- | -------------------------- | --------------------- | --------------------- |
| 1954     | Giovanni Zuliani       | Lancia Aurelia 2000        | 6.50.5                | 52,683                |
| 1958     | Ernesto Prinoth        | Fiat Abarth 750            | 5.09.2                | 67,485                |
| 1959     | "NORIS"                | Maserati 2000              | 4.40.1                | 77,087                |
| 1960     | Armando Zampiero       | Ferrari GTO 3000           | 4.19.3                | 83,205                |
| 1962     | "Noris"                | Porsche Carrera Abarth GTL | 4.14.3                | 84,939                |
| 1963     | Luigi Malanca          | Lotus 22 Junior            | 4.43.6                | 95,204                |
| 1964     | Herbert Demetz         | Abarth 2000                | 4.20.4                | 103,686               |
| 1965     | “Matich”               | Abarth 2000                | 5.26.3                | 82,745                |
| 1966     | Edoardo Lualdi Gabardi | Ferrari Dino               | 4.11.5                | 107,355               |
| 1967     | Edoardo Lualdi Gabardi | Ferrari Dino               | 6.46.9                | 101,744               |
| 1968     | Peter Schetty          | Fiat Abarth 2000           | 7.45.1                | 89,103                |
| 1969     | Franco Pilone          | Fiat Abarth 2000           | 6.45.8                | 102,020               |
| 1970     | "Noris"                | Porsche 910 Carrera 10     | 6.34.0                | 105,076               |
| 1972     | “Gianfranco”           | Fiat Abarth 2000 s         | 6.49.3                | 105,546               |
| 1973     | Sospesa per incidente  | Sospesa per incidente      | Sospesa per incidente | Sospesa per incidente |
| 1989     | Romano Casasola        | Osella PA 9 Bmw            | 5.31.57               | 121,126               |
| 1990     | Ezio Baribbi           | Osella PA 9 Bmw            | 5.29.88               | 122,881               |
| 1991     | Mario Caliceti         | Osella PA 9 Bmw            | 5.31.39               | 115,217               |
| 1992     | Ezio Baribbi           | Osella PA 9 Bmw            | 5.24.13               | 125,061               |
| 1993     | Ezio Baribbi           | Osella PA 9/90 Bmw         | 2.49.14               | 129,833               |
| 1995     | Franz Tschager         | Breda Bmw                  | 5.19.54               | 119,422               |
| 1996     | Pasquale Irlando       | Osella PA 20/S Bmw         | 6.18.04               | 103,795               |
| 1997     | Franz Tschager         | Lucchini Bmw               | 5.16.51               | 131,730               |
| 1998     | Ezio Baribbi           | Osella PA 20/S Bmw         | 5.23.25               | 126,292               |
| 1999     | Mauro Nesti            | Breda Bmw                  | 5.24.79               | 125,694               |
| 2000     | Paolo Strenghetto      | Sighinolfi Bmw             | 5.26.46               | 125,051               |
| 2001     | Fabrizio Fattorini     | Osella PA 20 Bmw           | 6.14.11               | 108,353               |
| 2002     | Andrea De Biasi        | Osella PA 20 /S Bmw        | 5.31.35               | 116,090               |
| 2003     | Mario Caliceti         | Osella PA 20 Bmw           | 5.49.26               | 110,150               |
| 2004     | Christian Merli        | Lucchini Bmw               | 6.25.85               | 99,810                |
| 2005     | Roberto Ragazzi        | Osella PA 20 Honda         | 5.52.42               | 109,160               |
| 2006     | Christian Merli        | Osella PA 21/S Bmw         | 5.27.99               | 117,510               |
| 2007     | Omar Magliona          | Osella PA 21/S Bmw         | 5.31.09               | 116,160               |
| 2008     | David Baldi            | Lola B02/50                | 5.20.19               | 120,080               |
| 2009     | Denny Zardo            | Reynard Formula Nippon     | 5.06.33               | 125,570               |
| 2010     | Mirco Savoldi          | Reynard Formula Nippon     | 5.14.98               | 121,990               |
| 2011     | Denny Zardo            | Gloria CP8 Evo 10 1600     | 6.10.04               | 106,440               |
| 2012     | Denny Zardo            | Lola Zytek                 | 5.10.48               | 123,950               |
| 2013     | Christian Merli        | Osella PA 2000 Honda       | 5.05.47               | 129,600               |
| 2014     | Andreas Gabat          | Ford Escort Cosworth       | 6.03.98               | 108,800               |
| 2015     | Christian Merli        | Osella FA 30 Evo Pre       | 5.00.31               | 131,900               |
| 2016     | Karl Schagerl          | Volkswagen Golf TFSI-R     | 5.48.24               | 112,100               |
| 2017     | Denny Zardo            | Lola B99/50                | 5.05.58               | 129,600               |
| 2018     | Omar Magliona          | Norma M20 FC Zytek         | 5.03.59               | 130,400               |
| 2019     | Omar Magliona          | Osella PA 2000             | 2.52.25               | 114,900               |
| 2020     | Christian Merli        | Osella FA 30 Zytek Lrm     | 4.45.67               | 138,600               |
| 2021     | Diego Degasperi        | Osella FA 30 Zytek         | 5.24.38               | 122,100               |
| 2022     | Simone Faggioli        | Norma Bardhal M20 FC       | 4.58.74               | 132,600               |
| 2023     | Simone Faggioli        | Norma M20 FC               | 5.13.95               | 126,100               |
| 2024     | Luigi Fazzino          | Osella PA30                | 5.00.04               | 132,000               |